# Cerberus (Android)
Cerberus é um cavalo de Tróia que visa credenciais bancárias em telefones móveis Android.

## História
Ele foi inicialmente detectado em junho de 2019. Foi observado visando alvos na Espanha e na América Latina em setembro de 2019. Seus ataques são capazes de roubar tokens 2FA do Google Authenticator e SMS, comportamento observado em fevereiro de 2020. Em abril de 2020, variantes foram detectadas se passando por aplicativos relacionados à COVID-19 .
O Cerberus é capaz de registrar todas as teclas digitadas (incluindo senhas) e roubar tokens 2FA do Google Authenticator e mensagens SMS. Ele também permite o controle remoto do dispositivo usando o TeamViewer . É vendido como Malware como um serviço em fóruns clandestinos.